# Xã Tuscarora, Michigan
Xã Tuscarora (tiếng Anh: Tuscarora Township) là một xã thuộc quận Cheboygan, tiểu bang Michigan, Hoa Kỳ. Năm 2010, dân số của xã này là 3.038 người.